# Krunska
Krunska (en serbe cyrillique : Крунска) est une rue de Belgrade, la capitale de la Serbie, située dans la municipalité urbaine de Vračar.

## Parcours
Krunska est un prolongement de la rue Maksima Gorskog. Elle s'oriente vers le nord-ouest à partir de l'intersection des rues Kursulina et Kičevska et croise la rue Baba Višnjina ; accentuant sa direction nord-ouest, elle traverse une voie de chemin de fer et croise ensuite les rues Koče Kapetana, Molerova, Knegjine Zorke, Alekse Nenadovića (à gauche) et Braće Nedić (à droite), Prote Mateje, Beogradska, Kralja Milutina (à gauche) et Desanke Maksimović (à droite). Après la rue Resavska, Krunska se prolonge, toujours en direction du nord-ouest ; elle croise la rue Svetozara Markovića et Resavska et, au-delà, aboutit dans la rue Kneza Miloša, juste au sud du Pionirski park, prolongée par la courte rue d'Andrićev venac, dans la municipalité de Stari grad.

## Institutions et ambassades
Le Parti démocratique du président Boris Tadić a son siège dans la rue (n° 69).
Cinq ambassades sont situées dans Krunska : celles de Turquie (n° 1), de Bosnie-Herzégovine (n° 9), du Brésil (n° 14), de Belgique (n° 18) et de Hongrie (n° 72).

## Culture
Le musée Nikola-Tesla est situé au n° 51 de la rue ; consacré à l'inventeur et ingénieur américain d’origine serbe Nikola Tesla (1856-1943), il a été créé en 1952 et abrite une importante collection : plus de 160 000 documents originaux, plus de 2 000 livres et journaux, 1 000 objets, historiques ou scientifiques, 1 500 photographies et 1 000 plans et dessins.
L'atelier de sculpture de Jovan Ćeranić se trouve au n° 5 de la rue.
L'église catholique du Christ-Roi est situé au n° 23 et le monastère catholique de la Sainte-Croix au n° 17.

## Éducation
L'école maternelle Nada Purić est située dans la rue, au n° 68. L'école de musique Josif Marinković (en serbe : Muzička škola Josif Marinković) est située au n° 8 de la rue,. L'internat des élèves des élèves du collège Jelica Milovanović est située n° 8 de la rue Krunska. La résidence Belgrade Eye est située au n° 6 de la rue et la résidence Eurostar au n° 21. L'Institut médical des étudiants {en serbe : Zavod za zdravstvenu zaštitu studenata) est situé au n° 57 de la rue.

## Économie
Le siège de la société AltanaPharma est situé au n° 24/14 de la rue Krunska ; elle fait partie du groupe PharmaMedia. la société Cvetić dent, située au n° 6 de la rue, travaille dans le domaine de la stomatologie, proposant des soins dentaires et toutes sortes de prothèses dentaires. Koniel (au n° 46) travaille dans le secteur de l'électricité et de la mécanique. La société Miteco, qui a son siège au n° 11 de la rue Kruska, créée en 2004, travaille dans le domaine du retraitement des déchets.
La Deutsche Gesellschaft für Technische Zusammenarbeit (GTZ), qui propose une assistance technique à l'État serbe, est également située dans la rue (n° 80).

## Transports
La rue Krunska est desservie par la compagnie GSP Beograd, notamment par les lignes d'autobus 25, 25P (Karaburma II – Kumodraž) et 26 (Dorćol – Braće Jerković). La rue est également desservie par les lignes de minibus E2 (Petlovo brdo – Dorćol), E3 (Cerak Vinogradi – Blok 45), E7 (Pančevački most - Petlovo brdo) et E8 (Braće Jerković – Dorćol).